# M55 (Mashreq)
De M55 is een primaire noord-zuidroute in het Internationaal wegennetwerk van de Arabische Mashreq, die door de Sinaï en de oostelijke kust van de Rode Zee loopt. De weg begint in El Arish en loopt daarna via Nuweiba, Akaba, Yanbu, Rabigh, Jeddah en Al Hudaydah naar Mokka. Daarbij voert de weg door vier landen, namelijk Egypte, Jordanië, Saoedi-Arabië en Jemen.
De M55 is tussen Nakhel en Haql ook onderdeel van de M50.

## Nationale wegnummers
De M55 loopt over de volgende nationale wegnummers, van noord naar zuid:
| Nummer        | Tracé                 |
| Egypte        | Egypte                |
| ------------- | --------------------- |
| -             | El Arish - Jordanië   |
| Jordanië      |                       |
|               | Syrië - Saoedi-Arabië |
| Saoedi-Arabië |                       |
| 5             | Jordanië - Jemen      |
| Jemen         |                       |
| N2            | Saoedi-Arabië - Mokka |

M5 · 
M7 · 
M9 · 
M10 · 
M15 · 
M20 · 
M25 · 
M30 · 
M35 · 
M40 · 
M45 · 
M47 · 
M50 · 
M51 · 
M55 · 
M60 · 
M65 · 
M67 · 
M70 · 
M75 · 
M80 · 
M90 · 
M100